# オロダテロール
オロダテロール（Olodaterol、開発コードBI 1744 CL）は長時間作用型アドレナリンβ受容体作動薬の一つであり、吸入薬として慢性閉塞性肺疾患（COPD）の長期管理に用いられる。

## 適応
オロダテロールは1日1回吸入型の気管支拡張薬であり、気腫型および非気腫型のCOPDに対する慢性期治療薬として、レスピマットと呼ばれる吸入器で投与される。
日本ではチオトロピウム臭化物水和物とオロダテロール塩酸塩の合剤が承認されているが、単剤では承認されていない。
また2015年10月時点では、気管支喘息の治療薬としては承認されていない。気管支喘息に対するオロダテロール単剤投与の第II相臨床試験が実施されたが、第III相臨床試験は企画されていない。

## 副作用
臨床試験で見られた副作用の発現頻度は低く、症状は軽度であった。頻度が最も高かった副作用（1%以下）は、風邪（鼻汁）、眩暈、皮疹であった。作用機序または類薬から類推される副作用は、高血圧、頻脈、低カリウム血症、振戦等であり、臨床試験でも見られたが、頻度は稀であると思われる。
チオトロピウムとの合剤で重大と記載されている副作用は、心不全、心房細動、期外収縮、イレウス、閉塞隅角緑内障、アナフィラキシーである。

## 相互作用
理論的には、他の交感神経β受容体作動薬やカリウムを低下させる薬剤（副腎皮質ホルモン、多くの利尿薬、テオフィリン）のほか、三環系抗うつ薬やモノアミン酸化酵素阻害薬との併用で副作用が起こり得る。高血圧や他の心疾患の治療に用いられる交感神経β受容体遮断薬は、オロダテロールの作用を減弱する。これらの相互作用や拮抗作用の臨床的なデータは極めて少ない。

## 作用機序
他の全ての交感神経β受容体作動薬がそうである様に、オロダテロールはアドレナリンのβ2-受容体に対してアドレナリン様の作用をして、気管支を弛緩させ、気道抵抗性を減少させる。
オロダテロールは標準薬であるイソプロテレノールに比べて88%の固有活量を有するほぼ完全なβ2-作動薬であり、そのEC50は0.1nMである。in vitro でのβ2選択性はホルモテロールやサルメテロールよりも高く、β2/β1が241倍、β2/β3が2,299倍である。β2/β1が高い事で、臨床試験で頻脈（心臓のβ1受容体への作用）の副作用が少ない事を説明できる。

## 薬物動態
オロダテロールが一旦β2受容体に結合すると、分子は長時間そこに留まる。半減期は17.8時間であるので、オロダテロールはインダカテロールと同様に1日1回投与で有効である。他の類薬（ホルモテロールやサルメテロール）は半減期がより短く、1日2回の投与が必要である。サルブタモールやフェノテロールは効果を持続させるためには1日3〜4回の投与が必要であり、急性気管支喘息発作の治療等の頓服薬に適している。

## 開発の経緯
2013年1月、米国FDAの肺・アレルギー薬諮問委員会（PADAC）は、オロダテロールの新薬承認申請（NDA）で示された臨床試験結果は、安全性および有効性の要件を満たしており、気道通過障害を持つCOPD患者への1日1回投与の気管支拡張薬として承認して差し支えないとした。
2013年10月、欧州の3ヶ国―英国、デンマーク、アイスランド―でオロダテロールが承認された。
2014年7月、米国で慢性気管支炎および／または肺気腫型のCOPDに対する吸入薬が承認された。
2015年9月、日本でオロダテロール・チオトロピウム配合吸入薬がCOPDの治療薬として承認された。（慢性閉塞性肺疾患（慢性気管支炎、肺気腫）の気道閉塞性障害に基づく諸症状の緩解（長時間作用性吸入抗コリン薬および長時間作用性吸入β2刺激薬の併用が必要な場合））